# Красичков, Григорий Иванович
Григорий Иванович Красичков (1924—1945?) — командир отделения 556-го отдельного сапёрного батальона (281-я стрелковая дивизия, 2-я ударная армия, 2-й Белорусский фронт), сержант, участник Великой Отечественной войны, кавалер ордена Славы трёх степеней.

## Биография
Родился в 1924 году в селе Бобровка (ныне Петровского района Саратовской области) в семье крестьянина. Русский. Окончил начальную школу. Работал в колхозе.
В апреле 1943 года был призван в Красную армию Петровским райвоенкоматом. К осени 1943 года воевал сапёром 556-го отдельного сапёрного батальона 281-й стрелковой дивизии на Ленинградском фронте.
Во время оборонительных боёв в октябре-ноябре 1943 года под огнём противника установил на переднем крае 200 противотанковых и 100 противопехотных мин. В январе 1944 года составе дивизии участвовал в Новгородско-Лужской операции, в освобождении города Любань (Тосненский район Ленинградской области).
В этих боях заслужил первую боевую награду. Двигаясь в составе штурмовой группы, красноармеец Красичков под огнём противника подрывом фугаса сделал проход в минном поле и проволочных заграждениях, тем самым обеспечив продвижение бойцов вперёд. В боях у деревни Красное Дроготино (была в Тосненском районе), заметив скрытно проникшую в тыл наших боевых подразделений группу гитлеровцев, в рукопашной схватке лично уничтожив трёх гитлеровцев. Награждён орденом «Красной Звезды».
В апреле 1944 года дивизия была выведена в резерв и переброшена на Карельский перешеек. Здесь в июне 1944 года принимала участие в Выборгской наступательной операции. В этих боях сапёр Красичков снова отличился, накануне наступления вступил в ВКП(б).
В наступательных боях с 10 по 30 июня 1944 года в районе населённого пункта Пелляккяля (ныне в составе посёлка Барышево, Выборгского района, Ленинградской области) красноармеец Красичков на пути следования нашей механизированной колонны обнаружил и под огнём врага обезвредил 28 противотанковых мин и 10 фугасов, установленных на дороге. 19 июня при наведении переправы через реку Салменкайта (ныне — река Булатная, южнее современного посёлка Барышево) под непрерывным артиллерийско-миномётным огнём противника сосредоточил к месту переправы 6 лодок, чем обеспечил переправу солдат и офицеров на противоположный берег.
Приказом по частям 281-й стрелковой дивизии 17 июля 1944 года (№ 26/н) красноармеец Красичков Григорий Иванович награждён орденом Славы 3-й степени.
До конца сентября 1944 года дивизия находилась в приграничном районе с Финляндией, затем была выведена в резерв в октябре переброшена на 2-й Белорусский фронт, в Польшу в район Наревского плацдарма.
С 14 января 1945 года с началом Восточно-Прусской операции дивизия наступала с плацдарма в первом эшелоне. Участвовала в освобождении города Пултуска (Мазовецкое воеводство, Польша), с начала февраля вела бои за город Эльбинг (ныне Эльблонг, Польша). В этих боях младший сержант Красичков уже командовал отделением сапёров.
С 5 февраля 1945 года части дивизии вели бои на восточной окраине города Эльбинг, а 6 февраля десанты на самоходках и автомобилях стали продвигаться вглубь города, за ним пошли штурмовые группы. Младший сержант Красичков со своим отделением сопровождал штурмовые группы 1062-го стрелкового полка. Он одним из первых ворвался в кварталы города, в рукопашных схватках лично уничтожил до 12 гитлеровцев. Ворвавшись с отделением в один из домов, забросал гранатами группу гитлеровцев с пулемётом. 10 февраля город был взят.
Приказом по войскам 2-й ударной армии от 10 марта 1945 года (№ 23/н) младший сержант Красичков Григорий Иванович награждён орденом Славы 2-й степени.
В дальнейшем дивизия принимала участие в Восточно-Померанский операции, наступала в направлении на город Данциг (ныне город Гданьск, Польша) и участвовала в его взятии. 556-й отдельный сапёрный батальон обеспечивал продвижение наступающих частей дивизии, наводил переправы через реки.
В ночь на 23 марта 1945 года под обстрелом противника сержант Красичков произвёл разведку русла канала Радауне Флисс на ближних подступах к городу Данциг, доставив в штаб точные сведения о его рельефе, размерах и скорости течения. Позже вдвоём с бойцом отделения за два часа срубил и установил ряж - деревянный сруб, - ставший опорой для моста, через который вскоре была пропущена техника наступающих частей. За героическую боевую работу награждён орденом Красной Звезды.
28 марта 1945 года в боях за город Данциг сержант Красичков, действуя в составе штурмовой группы, под артиллерийско-миномётным и пулемётным огнём вместе с отделением навёл 2 переправы через каналы в город. 28 марта был ранен, но продолжал выполнять боевую задачу по обеспечению действий штурмовой группы. После полученного в тот же день второго, на этот раз тяжёлого ранения, отправлен в госпиталь. Был представлен к награждению орденом Славы 1-й степени.
Дальнейшая судьба не установлена. Считается пропавшим без вести в апреле-мае 1945 года.
Указом Президиума Верховного Совета СССР от 15 мая 1946 года сержант Красичков Григорий Иванович награждён орденом Славы 1-й степени. Стал полным кавалером ордена Славы.

## Награды
- Орден Красной Звезды (31.01.1944)[3]
- Орден Красной Звезды (30.03.1945)[4]
- Орден Славы 1-й степени (15.05.1946)[5]
- Орден Славы 2-й степени (10.03.1945)[6]
- Орден Славы 3-й степени (17.07.1944)[7]

## Память
В городе Петровск на Аллее Героев установлен бюст